# 4. ročník udílení Zlatých glóbů
4. ročník udílení Zlatých glóbů se konal 26. února 1947 v hotelu Roosevelt v Hollywoodu, Kalifornie. Už počtvrté Asociace zahraničních novinářů v Hollywoodu ohlásila pouze vítěze za předešlý rok. Poprvé byla udělena Zvláštní cena.

## Vítězové
Nejlepší film
- Nejlepší léta našeho života

Nejlepší režie
- Frank Capra – Život je krásný

Nejlepší herečka
- Rosalind Russell – Sister Kenny

Nejlepší herec
- Gregory Peck – The Yearling

Nejlepší herečka ve vedlejší roli
- Anne Baxterová – The Razor’s Edge

Nejlepší herec ve vedlejší roli
- Clifton Webb – The Razor’s Edge

Nejlepší film podporující porozumění mezi národy
- Poslední příležitost – Švýcarsko

Zvláštní cena za neherecký výkon
- Harold Russell – Nejlepší léta našeho života